# Sagitalna sinostoza
Sagitalna sinostoza,  skafocefalija, dolihocefalija ili  dolihokranija je kranijalno oboljenje koje se karakteriše patološkom prevremenom fuzijom sagitalne kranijumske suture (šava) usled čega dolazi do nastanka abnormalnog oblika lobanje. Kao posledica deformiteta lobanje prouzrokovanog sinostozom, može nastati kraniostenoza (suženje kranijuma), sa pratećim deformitetima lobanje.

## Epidemiologija
Sagitalna sinostoza je najčešća unisuturna kraniosinostoza sa jasnom prevalancijom u muškoj populaciji, i muško ženskim odnosom 3,5 : 1.
Javlja se kod 0,2 — 1% novorođenčadi. U većini slučajeva se lako raspoznaje odmah nakon rođenja po tipičnom obliku lobanje.

## Dismorfološki obrasci
Kod sagitalne sinostoze opisuju se četiri dismorfološka obrasca(110): 
- bifrontalno ispupčenje,
- koronalna konstrikcija,
- okcipitalne protuberancije,
- bitemporalna protruzija.

U zavisnosti od dismorfološkog obrasca, kalvarija poprima odgovarajući prepoznatljiv izgled koji je tipičan za fenotipski podtip pri čemu dominiraju:
- frontalni aspekt,
- koronalna striktura lobanje,
- prominentan i izdužen okciput ili bitemporalno ispupčenje.

## Klinička slika
Klinički se sagitalna sinostoza manifestuj kod dece uskom dolihocefaličnom lobanjom (grčki - δολιχος —  dugačak; grčki - σκάφος  — čun, brod) koja narušava vizualni aspekt pacijenta, koji je sa:
- prominentnim čelom i potiljkom,
- malim i visoko postavljenim obrvam,
- licm normalne širine neretko uz umereni hipertelorizam.[5]

## Funkcionalni poremećaji
Sagitalne sinostoze može biti praćena sledećim funkcionalnim poremećajima:
- Komplikovan porođaj usled otežanog prolaska glave deteta sa fuzijom sagitalnog šava kroz porođajni kanal (u jednoj trećini slučajeva).
- Minimalni znaci povišenog intrakranijalnog pritiska (iritabilnost i čest plač, povraćanje bez uočljivog razloga, poremećaji spavanja),
- Rani znaci cerebralne paralize i psihomotorna retardacija (retko ukupno u jednoj trećini slučajeva).
- Intrakranijalna hipertenzija (15 mmHg) u 10-25% slučajeva
- Poremećaji učenja bez obzira na izvršeno hirurško lečenje,
- Tendencija ka razvoju izdužene očne jabučice,
- Malokluzije u školskom dobu.

## Dijagnoza
Dijagnoza se može postaviti na osnovu fuzije sagitalnog šava, koja je vidljiva tako da se parijetalne kosti ne razmiču pri pritisku na suturu koja se može pipati u vidu koštanog grebena. 
Vrednost OFC je po pravilu u gornjim percentilima, dok je CI ispod normalne vrednosti (CI < 75).
Vene poglavine su izražene posebno kada dete plače, a 3D-CT nalaz ukazuje na nestanak sagitalne suture sa formiranjem koštanog grebena nad njom uz parasuturnu sklerozu, abnormalni dolihocefalični oblik glave i posredne znake intrakranijalne hipertenzije u vidu digitalnih impresija,. ali i dijastaze još uvek otvorenih sutura.

## Diferencijalna dijagnoza
Diferencijalna dijagnostika sagitalne sinostoze uključuje normalne dolihocefalične varijacije oblika lobanje bez sinostoze i dolihocefaliju prematurusa, kod koje je vrednost CI često ispod 70, ali nema sinostoze i posle 3-4 meseca dolazi do spontane normalizacije oblika glave.

## Terapija
Mnoge vrste kraniosinostoze zahtevaju operativni zahvat. Hirurški postupak je osmišljen za oslobađanje pritiska na mozak, uklanjanje kraniosinostoze i omogućavanje mozgu da pravilno raste. Po potrebi se hirurški zahvat obično izvodi tokom prve godine života. Ali, vreme operacije zavisi od toga kada su šavovi zatvoreni i da li beba ima jedan od genetskih sindroma koji mogu izazvati kraniosinostozu.
Bebama sa vrlo blagom kraniosinostozom možda neće biti potrebna operacija. Kako beba raste i raste kosa, oblik lobanje može postati manje uočljiv. Ponekad se mogu koristiti posebne medicinske kacige da bi se pomoglo da se pravilno oblikovala bebina lobanja.
Svaka beba rođena sa kraniosinostozom je različita, a stanje može varirati od blagog do teškog. Većina beba sa kraniosinostozom je inače zdrava. Međutim, neka deca imaju zastoj u razvoju ili intelektualne teškoće, jer je ili kraniosinostoza sprečila bebin mozak da normalno raste i radi, ili zato što beba ima genetski sindrom koji je izazvao i kraniosinostozu, kao i probleme s tim kako mozak funkcioniše. 
Beba sa kraniosinostozom moraće redovno da posećuje lekara kako bi se lekar uverio da se mozak i lobanja pravilno razvijaju. Bebe sa kraniosinostozom često mogu imati koristi od ranih intervencija kako bi im se pomoglo kod bilo kakvih zastoja u razvoju ili kod narušenih intelektualnih sposobnosti. 
Neka deca sa kraniosinostozom mogu imati problema sa samopoštovanjem jer  su zabrinuta zbog izgleda i vidljivih razlika između njih i druge dece. U takvim uslovima grupna podrška roditelja ali i roditeljima može biti korisna za decu i porodice sa decom koja boluju od urođenog oštećenja glave i lica, uključujući i kraniosinostozu.

## Spoljašnje veze
- NINDS Overview (језик: енглески)
- Sagittal Synostosis (Scaphocephaly) — www.drderderian.com (језик: енглески)

|  | Molimo Vas, obratite pažnju na važno upozorenje u vezi sa temama iz oblasti medicine (zdravlja). |